# Cantón de Nasbinals
El cantón de Nasbinals era una división administrativa francesa, que estaba situada en el departamento de Lozère y la región de Languedoc-Rosellón.

## Composición
El cantón estaba formado por seis comunas:
- Grandvals
- Malbouzon
- Marchastel
- Nasbinals
- Prinsuéjols
- Recoules-d'Aubrac

## Supresión del cantón de Nasbinals
En aplicación del Decreto n.º 2014-245 de 25 de febrero de 2014, el cantón de Nasbinals fue suprimido el 22 de marzo de 2015 y sus 6 comunas pasaron a formar parte del nuevo cantón de Aumont-Aubrac.